# Dobra Volea, Novîi Buh
Dobra Volea (în ucraineană Добра Воля) este un sat în orașul raional Novîi Buh din regiunea Mîkolaiiv, Ucraina.

## Demografie
Componența lingvistică a localității Dobra Volea
     Ucraineană (94,41%)
     Rusă (4,9%)
     Alte limbi (0,7%)
Conform recensământului din 2001, majoritatea populației localității Dobra Volea era vorbitoare de ucraineană (94,41%), existând în minoritate și vorbitori de rusă (4,9%).